# Елизабетански барок
Елизабетански барок (рус. Елизаветинское барокко, Yelizavetinskoye barokko или Elizavetinskoe barokko) је термин за период у развоју руске архитектуре из времена царице Јелисавете Петровне (1741-1761). Највећи представник архитектуре овог периода био је италијански архитекта Бартоломео Растрели који је радио у Санкт Петербургу, стога постоји још један назив за овај историјски и регионални правац руске архитектуре - „Растрелски барок“.

## Историјска позадина
Формирању новог архитектонског стила претходио је такозвани „московски барок” с краја 17. века (тачан назив је Наришкин стил), Петринска барокна архитектура Санкт Петербурга у првој четвртини 18. века, време Петра Великог и „Анински” прелазни период за време царице Ане Јоановне (1730-1740).
Одгајање будуће царице, ћерке Петра Великог, водило се на француском језику. Када је имала само осам година, појавила се идеја да се Јелисавета уда за свог вршњака Луја XV, или за младог војводу од Орлеана. Иако су ови планови пропали, а Јелисавета Петровна се није одликовала својим образовањем, од њене владавине је уобичајено да се започне одбројавање руске галоманије. Дипломатско зближавање са Француском и рат са Пруском појачали су патриотска осећања, обустављена је доминација Курландских Немаца у дворским круговима. Ћерка Петра Великог је настојала да позове у Русију не само грађевинаре и инжењере, као што је то чинио њен отац, већ и уметнике: сликаре и архитекте, италијанске глумце и музичаре, показујући поштовање према руској антици и православљу.
Важну улогу у стварању Академије наука и њеног „Уметничког одељења“ (прототипа будуће Академије уметности), као и у стварању прве историје руске уметности, одиграо је Јакоб Штелин.

## Главне карактеристике стила
За време царице Јелисавете, средином 18. века, стил француског рококоа доминирао је у већини земаља западне Европе. Руска уметност, пре свега архитектура, дизајн ентеријера Велике палате и уметнички занати, због застоја у развоју, до овог тренутка нису прешли фазе класицизма и правог барока, па је феномен убрзаног развоја и „слојавања“  настао у најкраће могуће време различитих стилских фаза и етапа (које су сукцесивно пролазиле земље западне Европе), комбинација „напредних особина са заосталим елементима, са дубоко конзервативним традицијама“.
Главне одлике и компоненте „елизабетинског стила” најјасније су се испољиле у делу његовог главног представника, архитекте Б. Ф. Растрелија Млађег (син вајара из времена Петра Великог Б. К. Растрелија), у шеснаестој години живота, 1716. године, који је са оцем дошао у Русију. „Моћна Растрелијева фигура оличава скоро читаву руску архитектуру елизабетанског периода - средине 18. века. Звучи парадоксално, али италијан Растрели је био предодређен да на својим плећима донесе руску архитектуру у класичну Европу. Све што је радио у Русији постало је власништво и руске и европске културе 1740-1760-их“.
Управо је Растрели успео да споји све главне стилске одлике уметности свог времена: основе класичног италијанског барока 17. века, елементе западноевропског архитектонског класицизма, естетику и орнаментику тадашњег модерног рококо стила и традиције древне руске архитектуре, које је Растрели пажљиво проучавао путујући по Русији. „Склоност архитекте за богату полихромију, позлату, цветну орнаментику... саму раскошност и шаре“, писао је Б. Р. Випер, „све то елоквентно сведочи о томе колико је Растрели дубоко упио оригиналност руске народне уметности“. Штавише, „руски образац“ се слободно комбинује са француским роцаилеом. Отуда и легитимност употребе појма „барокно-рокајски стил“.
У Растрелијевој архитектури очигледни су утицаји Версаја – архитектура Велике палате, живописан пример „великог стила“ епохе владавине краља Сунца Луја XIV (друга половина 17. века). Друга карактеристика је секуларност архитектонског стила: нивелисање разлика између композиција црквених и световних грађевина. О томе сведочи једна од изјава Катарине II, бачена као замерка претходној епохи: „Храм је постао неразлучив од балске сале“.
Растрели је аутор палате Воронцов (1749-1758) и Строганов (1753) у Санкт Петербургу. Како је сам архитекта написао, њихове фасаде су „украшене најлепшом архитектуром на италијански начин“. Обнављајући и проширујући Велику палату Петерхоф (1745-1750), Растрели је пажљиво сачувао композицију времена Петра Великог са двоспратном централном зградом и једноспратним галеријама са стране. Целокупна композиција ансамбла, захваљујући монументалној каскади, трансформисаној Растрелијевим делом, не изгледа као да је настала „на версајски начин”, већ више одговара Вили д’Есте у Тиволију и пруској Палати Сансуси. У Великој (плесној) сали палате Петерхоф, Растрели је, баш као што је то урађено у Галерији огледала у Версају, користио огледала као „лажне прозоре” на једној страни и огледала у стубовима између прозора на другој. Ова типично барокна Растрелијева техника биће поновљена више пута, посебно за Јорданске степенице Зимског дворца у Санкт Петербургу.
Енфиладни распоред унутрашњих предњих просторија са вишесмерним степеништем такође испуњава традицију француског класицизма и стил Луја XIV. Растрели се тешко сећао Версаја, међутим, многи од карактеристичних детаља „великог стила” упорно се понављају у његовим пројектима – визуелно осциловање равни зида уз помоћ подупирача, груписање стубова, посебно на угловима улице зграда, благо истурени ризалити, дизајнирани за игру цхиаросцуро, балустрада са саксијама и кровним статуама. Збијеност плана и чврстоћа волумена не дозвољавају да ове Растрелијеве грађевине безусловно припишемо барокном стилу, али су одређене барокне технике очигледне. У композицији фасаде Велике палате у Царском селу у потпуности се манифестовала комбинација традиционалних руских и западноевропских елемената: двобојна боја (бела и плава), тежина штукатурних детаља, обилна позлата. Посебно су необичне велике површине прозора и моћне позлаћене фигуре Атлантида на првом спрату баштенске фасаде, које „уклањају“ осећај равни зида: стубови су толико мали да се зид дематеријализује, претвара се у сабласни, отворен екран. Овај квалитет карактеристичан је за архитектуру западноевропског барока и  маниризма. Јединственост Растрелијевог индивидуалног стила манифестује се у ритмичкој разноврсности композиције фасада, што се јасно види на примеру зграде Зимског дворца. Његове фасаде су хоризонтално подељене на три спрата готово једнаке висине, вертикално - на три ризалита, а бочни ризалити источне и западне фасаде, снажно истурени напред, чине својеврсне дворске донаторе. Све фасаде су главне, али другачије распоређене. Главни ризалит јужне фасаде пресечен је са три улазна лука (овде је Растрели поновио технику коју је пронашао у композицији палате у Стрелни). Лукови воде у двориште, где се у центру северне зграде налази главни улаз. Међу најближим аналозима оваквих композиционих техника, истраживачи наводе, поред Версајске палате, палату у Капролу (Вињолин пројекат), Краљевску палату у Казерти (Л. Ванвители) и зграду Арсенала у Берлину (пројекат Ф. Блондел старији).
Ивице ризалита и композиционе осе зграде архитекта акцентује двоструким стубовима, у неким случајевима и померањем стубова првог и другог спрата. У плану, дупли стубови се налазе дијагонално у односу на раван фасаде (угао остаје отворен), што ствара експресивну игру светлости и сенке у сваком времену и са било које тачке гледишта. У згради палате има 29 углова, узимајући у обзир гребене и избочине. Сложени синкопирани ритам вертикалних артикулација развио је Растрели са разноврсном обрадом прозорских отвора од три модула: мале, средње и велике ширине. Прозорски отвори од 12 типова имају 22 врсте мало различитих оквира, допуњених са 32 врсте скулптуралне декорације, укључујући пет врста капитела и четири врсте картуша.
Све Растрелијеве технике су дуалне.Стубови или пиластри састављени на угловима зграде припадају различитим просторним плановима, како позадине тако и истуреног ризалита. Иста смена има расплетену вучу и виенце. Растрелијеве композиционе методе су хетерогене: целокупна композиција је класична, „скулптура” фасада је барокна, варијације у распореду елемената „моторног типа” и појединачни мотиви декора позајмљени су из рококо уметности. На тај начин мајстор посматра основни полифони принцип барокне уметности: напето смењивање акцената и пауза.
У ентеријерима, Растрели је користио класични поредак, али је намерно комбиновао супротне методе обликовања: тектонски и сликовни, што је створило слику континуиране трансформације, визуелног кретања. На дубоким перспективама енфилада, грађених по класичним налозима, чинило се да ниже рокај декор, и стално се смењивао, мењао елементе уоквиривања и испуне. Ово је створило двосмислен, неодређен утисак. Занимљива је природа појединачних декоративних елемената: огромне "пернате роцаиле" и типичне Растрелијеве картуше, понекад комбиноване са маскама лава. Необичне су комбинације шкољки, картуше, маскарон и роцаиле свитака у једном декору.
Растрели је у историји руске архитектуре створио не само јединствен стил, већ и читаву школу. Под његовим директним утицајем у Санкт Петербургу и Москви под ЈелисаветомПетровном радила је плејада домаћих архитеката - кметски архитекта Ф. С. Аргунов, С. И. Чевакински, А. В. Квасов, П. А. Трезини.
Најближи Растрелијев помоћник, посебно за рад у Царском Селу, био је С. И. Чевакински, ученик архитекте из Анинског периода , И. К. Коробова (први "пензионер" у Холандији). Ремек-дело С. И. Чевакинског је зграда Морнаричке катедрале Светог Николе у Санкт Петербургу (1753-1762). Самостојећи звоник Саборне цркве Светог Николе (1756-1757) је једна од најлепших грађевина класичног Санкт Петербурга. Степенаста композиција звоника упућује га на истинско руско стваралаштво, као и боја. Напет ритам двоструких стубова, понављање детаља који се спуштају одоздо ка врху, комбинација куполе и торња изражајна су средства барокне уметности.
Барокно-маниристичке тенденције у московској архитектонској школи преламале су се на својеврстан начин. И. Ф. Мицхурин од 1718. радио је као помоћник Н. Мицхетти на раду у Стрелни. У годинама 1723-1729, као пензионисани Петровски, студирао је архитектуру и инжењерство у Холандији. Затим је радио у Санкт Петербургу, од 1731. године у Москви, заједно са И. Т. Мордвиновим, који је такође студирао у Холандији. Након смрти Мордвинова 1734. године, Мицхурин је био на челу Архитектонског бироа Москве. Од 1747. радио је у Кијеву, где је подигао цркву Светог Андреја према Растрелијевом цртежу (ту чињеницу неки истраживачи оспоравају, али је Растрелијев утицај несумњив).
У раду Д. В. Ухтомског посебно су уочљиве националне основе композитне методе коју је развио Растрели. Ухтомски - потомак древне кнежевске породице, ученик И.Ф. Мицхурина, радио је под вођством И.К.Коробова. Вишеслојни звоник Тројице-Сергијеве лавре, који су 1740-1753. године саградили И. Ја. Шумахер, И. Ф. Мичурин и Д. В. Ухтомски, изузетан је архитектонски споменик елизабетанског барока. Ухтомски је био тај који је завршио изградњу, дао звонику вишеслојни карактер, карактеристичан за древне руске прототипове, и светлу тробојну боју: зелено-плаву са белом и златном. Ухтомски је аутор реконструкције Црвене капије из времена Петра Великог у Москви, подигнуте 1753-1757. године поводом свечаног уласка у Москву царице Јелисавете Петровне. Од 1745. Ухтомски је био задужен за изградњу целе Москве, 1748. и 1752. године израдио је планове за развој урбаних подручја уништених пожарима - прве генералне планове за Москву. Он је надгледао реструктурирање и рестаурацију Кремља. Године 1749. основао је Дворску архитектонску школу, из које су касније изашли многи архитекти руског класицизма: М. Ф. Казаков, И. Е. Старов, А. Ф. Кокоринов. У школи, која се од 1751. године налазила у Окхотном Ријаду у Москви, дизајн је изведен према западноевропским гравурама. Постојала је обимна библиотека и просторија за чување макета зграда. Многи ученици нису отишли у иностранство и учили су према материјалима који су доступни у школи.
Типични споменици „руског барока“ средине XBIII века су павиљони, сеоске и градске палате које су изградили архитекти „школе Растрели“: павиљони Гротт, Хермитаге, Монбизху у Царском Селу (С. И. Цхевакински), „Кућа фонтане“. „ Шереметјеви у Санкт Петербургу (Ф. С. Аргунов), кућа М. Ф. Апраксина на Покровки у Москви, имање Шереметјева Кусково у близини Москве (Ф. С. Аргунов, К. И. Бланк).
Генерално, елизабетански период у развоју руске уметности средином 18. века карактерише колебање између барока и рококоа са различитим варијацијама маниристичких тенденција. Штавише, ако у екстеријеру архитектонских објеката, по правилу, доминирају класицистички и барокно-маниристички елементи, онда у унутрашњости и камерним уметничким облицима - орнамент, декорација намештаја, тканина, уметнички производи од бронзе и порцелана - рокај. Посебна историјска и регионална сорта барокно-рокајског стила је украјински барок. Одликује се спојем композиционих решења западноевропског барока и маниризма са обрадом наслеђа православне црквене архитектуре, староруске архитектуре и украјинске народне орнаментике. После Лублинске уније Пољске и Литваније 1569. године и формирања јединствене пољско-литванске државе Комонвелта, на територији Западне Украјине радили су многи западноевропски мајстори.
После смрти Петра Великог 1725. године, многи занатлије су се нашли непотражени и отишли су у среске и покрајинске градове. Године 1731. у Кијев је из Санкт Петербурга стигао немачки архитекта Јохан Готфрид Шедел, пре тога је од 1713. радио у Москви и Санкт Петербургу. У Кијеву је водио радове у Кијево-печерској лаври, на преуређењу зграда манастира Свете Софије, зграде Богословске академије у Подилу (1732-1740), галерија у Ближњим и Далеким пећинама, обновљених. митрополитовом дому, надгледао изградњу новог звоника Кијево-печерске лавре. Заједно са њим, на изградњи звоника радили су и други архитекти из Санкт Петербурга и Москве: И. Иа. Бланк, М. Г. Земцов, И. К. Коробов, И. Ф. Мицхурин, Ј. Иа. Сцхумацхер. Под вођством Шедела 1746. године подигнуте су капије ограде Катедрале Свете Софије, иначе - Брама Заборовски (украјински брама - „преграда“), по имену наручиоца, митрополит Заборовски. Ова зграда је необично комбиновала западну и источну традицију. Капије су украшене забатом са сложеном штукатурском орнаментиком у народној традицији.
Посебно место у архитектури Украјине заузима Марински дворац у Кијеву. Саграђена је по налогу царице Јелисавете Петровне као путничка царска палата. Пројекат је развио Растрели, изградња је изведена 1750-1752. И. Ф. Мицхурин. Палата је горела 1812. и 1819. године. Обновљен указом цара Александра II 1868-1870 по Растрелијевом пројекту. Назван Марински (према једној верзији) у част жене цара Марије Александровне.
У украјинској верзији, барокна компонента (чак и у поређењу са релативно барокним „петровским стилом“) је безначајна. У архитектури су сачувани затворени волумени и визуелна неповредивост зидова, чије су равни биле испуњене ситним, шареним цветним орнаментима, карактеристичним за украјинску народну уметност. Није случајно да је Немац Шедел (до краја живота се претворио у правог кијевског земљопоседника) надгледао само општу градњу, а украјинске занатлије су изводиле декоративне калупе и мурале.
Специфична карактеристика украјинске барокне архитектуре је светла обојена позадина зидова, често плава, и непрекидни тепих ситног орнамента, који се састоји од стилизованих увојака и натуралистички интерпретираних биљака. Орнаментални, површно маниристички принцип приметан је и у употреби орденских елемената: пиластри, стубови, педименти, заједно са орнаментом, уткани су у заједничку чипку, као да су постављени на раван зида. Утицај украјинске народне уметности је несумњив, посебно, кроз орнаментику штампаних књига штампарије Кијево-печерске лавре, основане 1616. године.
Познат је и критички, чак помало ироничан, однос познавалаца руске архитектуре према украјинском бароку. Тако је И. Е. Грабар приметио „рукотворски карактер“ украјинске архитектуре. У односу на украјински барок Г.К. Лукомски је формулисао свој чувени афоризам да се таква архитектура „не састоји у изградњи украса, већ у декорацији зграде“, називајући такве зграде „уклесаним оквирима“ и „осликаним меденицима.“

Доласком Катарине II 1762. и променом укуса, велики архитекта Растрели одлази у Италију, да би потом, по повратку 1763. године, поднео оставку. Одласком Растрелија из руског архитектонског живота, нестала је композициона сложеност зграда, разноликост ритмичке и декоративне организације фасада.
- Верска здања
- Сергијевс-Казан саборни храм  у Курску
- Црква Папе Климента у Москви (архитекта П. А. Трезини)
- Поморска катедрала Светог Николе у Санкт Петербургу (архитекта С. И. Чевакински)
- Катедрала Смолни у Санкт Петербургу (архитекта Ф. Б. Растрели)

- Цивилне зграде
- Црвена капија у Москви
- Кућа Апраксин-Трубецкој у Москви
- Велика сала Катарининске палате у Царском селу (архитекта Ф. Б. Растрели)
- Маријински двор (Кијев)
- Кућа Вахрамејева у Јарослављу
- Кућа Долгорукова у Колпачном Ланеу
- Манор Залогина